# Єну Рускої
Єну Рускої (угор. Ruszkay Jenő; 1 січня 1887, Будапешт — 22 червня 1946, Будапешт), також відомий як Ойґен Ранценберґер (нім. Eugen Ranzenberger) — угорський політичний та військовий діяч.

## Біографія

### Ранні роки
Народився 1 січня 1887 року в Будапешті. 
Закінчив Військову технічну академію у Відні. 18 серпня 1907 року поступив лейтенантом у 6-й угорський фортечний артилерійський полк. З 1908 року служив у 4-му, з 1912 року в 12-му важкому гаубичному дивізіоні. 1 вересня 1914 року зарахований до Генштабу.
Учасник Першої світової війни. В 1915 році взятий в полон російськими військами у складі 16-го важкого польового артилерійського полку, який входив у гарнізон фортеці Перемишль. 

### Міжвоєнний період
В 1917 році повернувся в Угорщину и воступив на службу в угорську армію, спочатку служив у Червоній Армії (в листопаді 1919 року навіть певний час перебував в ув'язненні як «червоний»), а потім перейшов у національну армію. Згодом переведений на дипломатичну службу. 
У квітні-листопаді 1920 року військовий аташе при армії генералда Врангеля. З 1922 року у складі військового аташату в Анкарі (Туреччина), Софії (Болгарія). З 1925 року військовий аташе в Бухаресті (Румунія). 
З 1928 року — начальник 2-го відділу Військового міністерства, з січня 1933 року - помічник начальника Генштабу, з травня 1933 року — начальник штабу 1-ї змішаної бригади.
З 1лютого 1936 до 15 серпня 1937 року — інспектор зенітної артилерії.
В лютому-жовтні 1938 року командував 4-ю змішаною бригадою, одночасно з 1 лютого 1938 року — командир 4-го корпусу.

### Друга світова війна
1 лютого 1940 року пішов у відставку. Певний час — заступник міністра внутрішніх справ. Пізніше вступив у СС і 15 січня 1945 року призначений генерал-інспектором угорських формувань військ СС. У квітні-травні 1945 року — командир 17-го армійського корпусу СС (угорського).
2 травня 1945 року взятий в полон американськими військами.

### Після війни
В листопаді 1945 року переданий угорській владі. Засуджений Угорським народним трибуналом до смертної кари і 22 червня 1946 року розстріляний в Будапешті.

## Звання[2]
- Лейтенант австро-угорської армії (18 серпня 1907)
- Обер-лейтенант австро-угорської армії (1 листопада 1912)
- Гауптман австро-угорської армії
- Майор угорської армії (1 вересня 1921)
- Підполковник угорської армії (1 вересня 1924)
- Полковник угорської армії (1 травня 1928)
- Генерал-майор угорської армії (1 листопада 1936)
- Фельдмаршал-лейтенант угорської армії (1 травня 1939)
- Генерал-полковник угорської армії (13 листопада 1944)
- Обергруппенфюрер СС і генерал військ СС (1 лютого 1945)

## Нагороди[3]
- Ювілейний хрест
- Хрест «За військові заслуги» (Австро-Угорщина) 3-го класу з військовою відзнакою і мечами
- Орден Залізної Корони 3-го класу з військовою відзнакою і мечами
- Пам'ятна військова медаль (Угорщина) з мечами
- Орден Витязя